# یان-فیلیپ رابنته
یان-فیلیپ رابنته (انگلیسی: Jan-Philipp Rabente؛ زادهٔ ۳ ژوئیهٔ ۱۹۸۷) بازیکن هاکی روی چمن اهل آلمان است.
وی همچنین برندهٔ جوایزی همچون برگ بوی نقره‌ای شده‌است.